# Menneus trinodosus
Menneus trinodosus là một loài nhện trong họ Deinopidae. Chúng được miêu tả năm 1920 bởi William Joseph Rainbow.